# Yan Valery
Yan Valery (ur. 22 lutego 1999) – francuski piłkarz występujący na pozycji bocznego obrońcy w angielskim klubie Southampton F.C.

## Kariera klubowa
Valery do akademii Southampton dołączył w 2015 roku z francuskiej drużyny Stade Rennes. 27 listopada 2018 roku zadebiutował w dorosłej drużynie w meczu Pucharu Ligi Angielskiej przeciwko Leicester City. Cztery dni później wystąpił od pierwszej minuty w rozgrywkach Premier League z Manchesterem United (2:2).

## Kariera reprezentacyjna
Yan Valery reprezentował barwy Francji U-17 oraz U-18.

## Statystyki kariery
| Klub               | Sezon              | Liga               | Liga  | Liga | FA Cup | FA Cup | Puchar Ligi | Puchar Ligi | Pozostałe | Pozostałe | Łącznie | Łącznie |
| Klub               | Sezon              | Sezon              | Mecze | Gole | Mecze  | Gole   | Mecze       | Gole        | Mecze     | Gole      | Mecze   | Gole    |
| ------------------ | ------------------ | ------------------ | ----- | ---- | ------ | ------ | ----------- | ----------- | --------- | --------- | ------- | ------- |
| Southampton        | 2018–19            | Premier League     | 23    | 2    | 0      | 0      | 1           | 0           | 0         | 0         | 24      | 2       |
| Łącznie w karierze | Łącznie w karierze | Łącznie w karierze | 23    | 2    | 0      | 0      | 1           | 0           | 0         | 0         | 24      | 2       |